# Wardawar

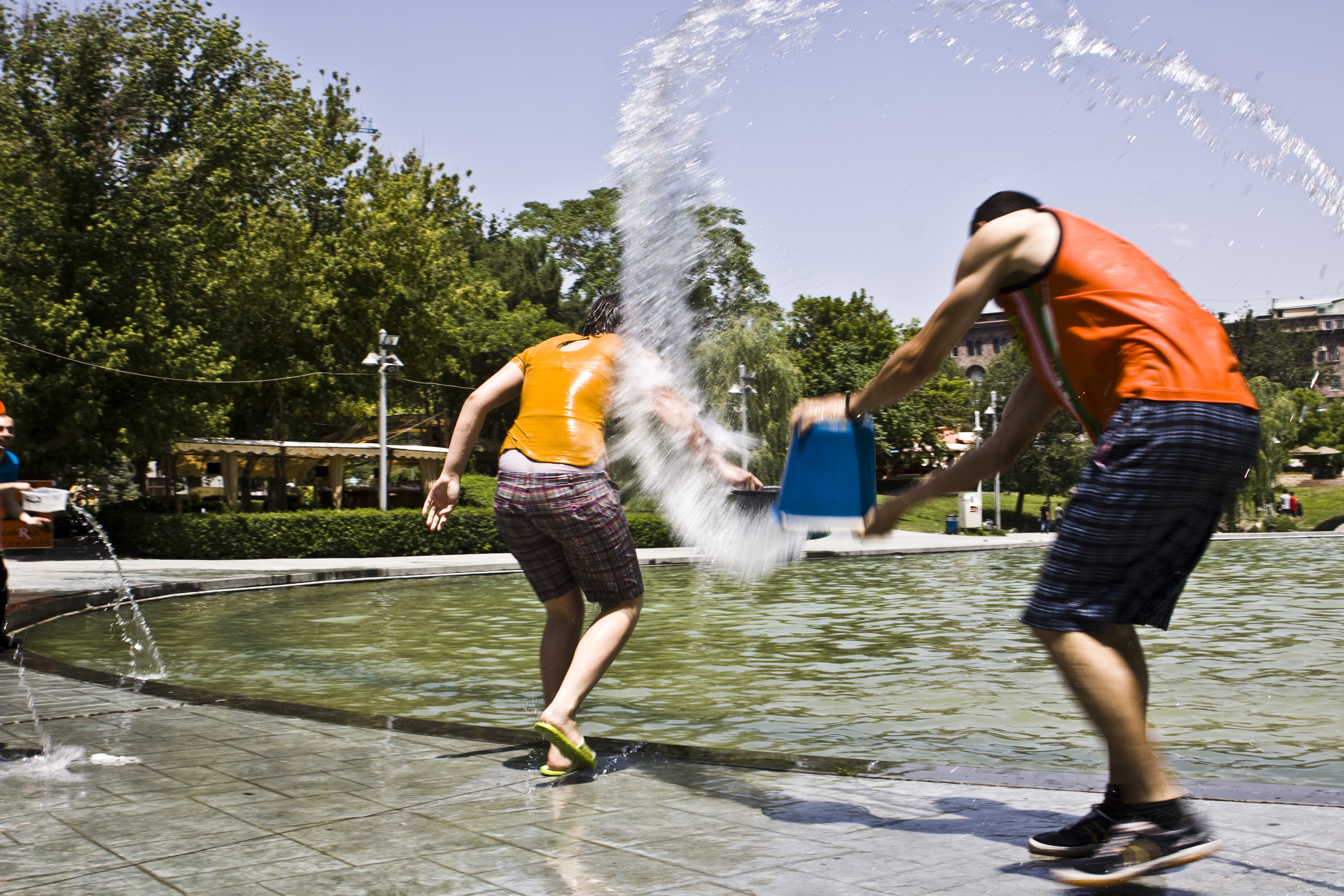
Wardawar, 2011

Wardawar (armenisch Վարդավառ, auch Vardavar; westarmenisch Wartawar) ist ein Fest in Armenien, bei dem sich die Menschen gegenseitig mit Wasser bespritzen. Gefeiert wird Wardawar genau 14 Wochen (98 Tage) nach Ostersonntag. Neben Armenien wird das Fest auch in den türkischen Landkreisen Çamlıhemşin und Hemşin von verschiedenen Gruppen begangen.

## Namen
Wardawar wird auch als „Fest der Umwandlung“ bezeichnet. Das Wort Wardawar hat zudem noch weitere Übersetzungen, deren Ursprung aber nicht gesichert ist: „Das Glühen der Rose“, „Das Bespritzen mit dem Wasser“, „Rosenbrand“ oder auch „Feuerbrand“. Das Brauchtum ist in Armenien verknüpft mit dem Fest der Verklärung Christi, das eines der fünf Hochfeste der armenischen Kirche ist.

## Geschichte
Im vorchristlichen Armenien hatte man Wardawar der Göttin der Liebe, Schönheit und Fruchtbarkeit Astghik gewidmet, deren Hauptheiligtum sich in Aschtischat befand. Die Menschen besprengten sich damals zum Zeichen innerer und äußerer Reinheit mit Rosenwasser oder normalem Wasser.

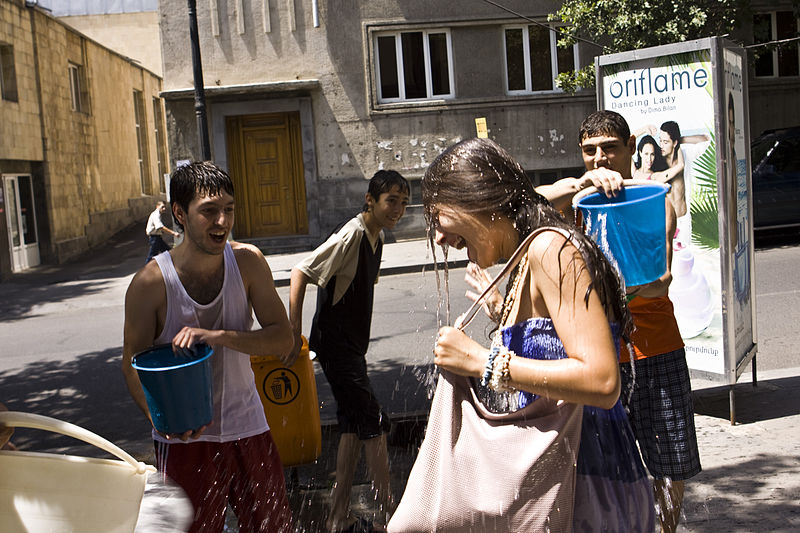
Wardawar in Jerewan, 2011

Datum des Wardawar in den Jahren:
- 2013: 7. Juli
- 2014: 27. Juli
- 2015: 12. Juli
- 2016: 3. Juli
- 2017: 23. Juli
- 2018: 8. Juli
- 2019: 28. Juli